# Ptahduauu

Ptahduauu je bio drevni Egipćanin koji je živio tijekom 4. dinastije.

## Etimologija
Ptahduauu je bio nazvan po bogu umjetnika Ptahu, kojem je i služio. Za Ptaha se vjerovalo da je stvorio svemir pomoću uma. 

## Biografija
Ptahduauu je bio prvi poznati visoki svećenik Ptaha. Njegovi su naslovi bili "Visoki svećenik Ptahove duše" i "Upravitelj obrtnika Ptahovog hrama od Bijelog zida". Pokopan je u Sakari, a grobnicu mu je istražio Dominique Mallet.